# Дохиар
Дохиа́р (греч. Μονή Δοχειαρείου) — православный греческий мужской монастырь на Святой Горе Афон в Греции, десятый в иерархии афонских монастырей.
Монастырь находится на юго-западном побережье полуострова Афон, между садов и рощ, к северу на расстоянии четверти часа ходьбы от Ксенофонта. В 1990 году в обители проживали 32 монаха, а в 2011 году — 53.
Престольный праздник 8 (21) ноября — Собор архистратига Михаила. Празднование «иконе Божией Матери Скоропослушница» непосредственно в монастыре совершается 1 (14) октября (с 1919 года).

## История
Название монастыря (Дохиар — келарев) происходит от того, что его основателем был игумен Евфимий, бывший также келарем лавры Святого Афанасия. Главный храм в Дохиаре основан во имя архангелов при императоре Никифоре Фоке, другом Святого Афанасия Евфимием и его родственником великим патрикием двора Николаем. Евфимий сперва построил церковь и при ней скит на месте пристани Дафни, а потом, удалившись к северу, на месте Дохиара соорудил храм Святителя Николая. Патрикий Николай, давший средства на сооружение Дохиара, был пострижен в нём с именем Неофит и после Евфимия стал игуменом. Посвящение монастыря архангелам последовало вследствие чудесного спасения небесными силами послушника с камнем на шее из моря; спасённый архангелами потом был пострижен с именем Варнавы и стал игуменом после Неофита. Он докончил строительство монастыря после нахождения клада.
В XIV веке монастырь развивался благодаря помощи императора Иоанна V Палеолога и сербского короля Стефана Душана. В XVI веке монастырь был возрождён после турецкого погрома валахским господарем.

## Архитектура и реликвии

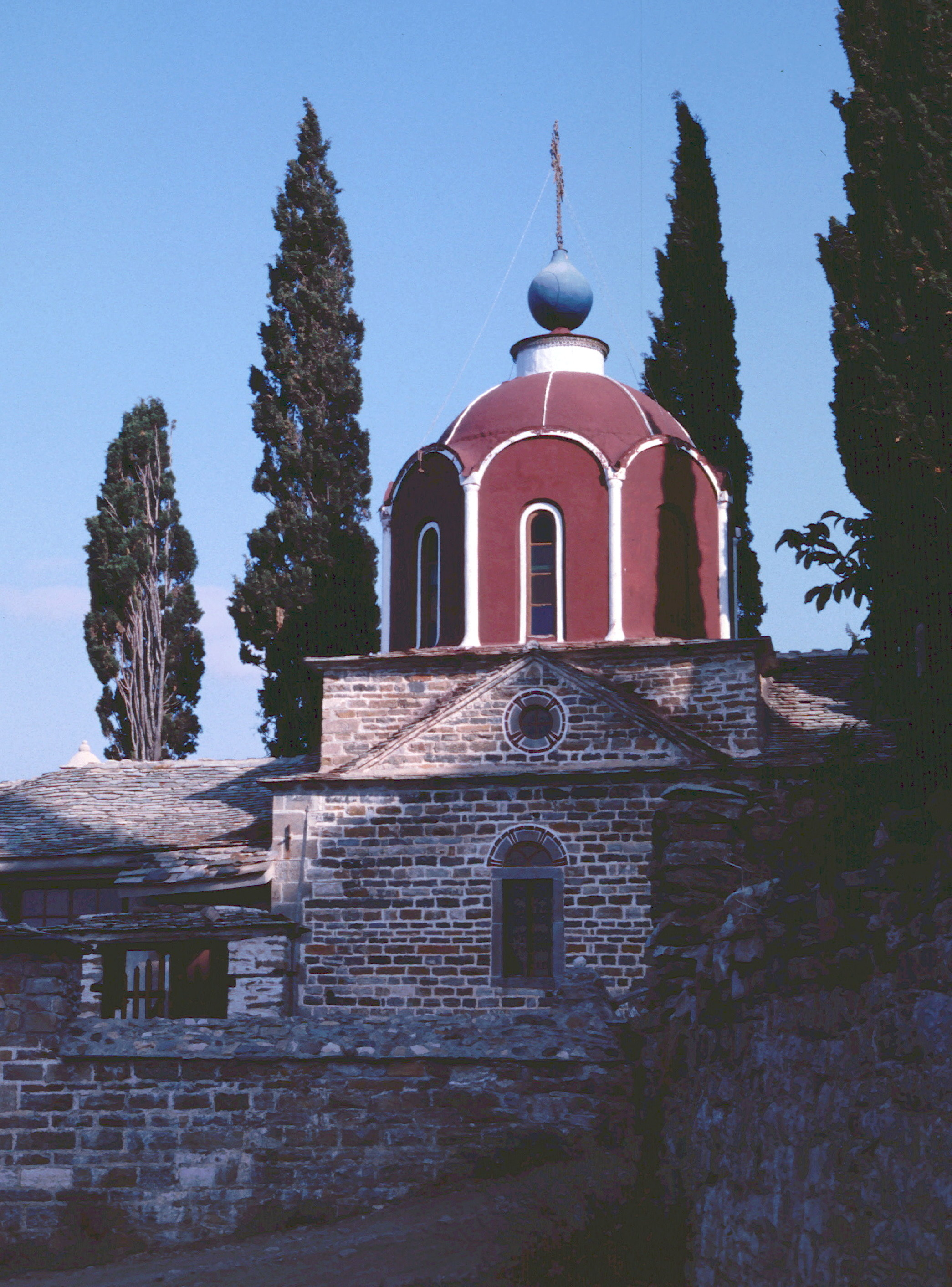

- Храм Архистратигов выше всех афонских церквей и облицован мрамором; в переходе из храма в трапезную находятся изображения трёх первых настоятелей.
- Справа от входа в трапезную, в специально устроенной часовне находится чудотворная икона Богоматери «Скоропослушница» (греч. Γοργοϋπηκόος), написанная в X веке во время игуменства Неофита. По преданию, в 1664 году из-за небрежного обращения с этой иконой был поражен слепотой и после покаяния полностью исцелён келарь монастыря Нил. В дальнейшем к этой иконе многократно обращались верующие, жаждущие духовного и телесного исцеления.
- Чудесным образом возникший колодец (1299 год), называемый «священным».
- В монастыре хранятся: частица Животворящего Креста Господня, глава священномученика Дионисия Ареопагита, первого епископа Афинского (I век), глава святителя Митрофана, патриарха Константинопольского (IV век), плат с кровью великомученика Димитрия Солунского, глава новомученика Георгия Ефесского, рука мученицы Марины, Параскевы, частицы мощей Иоанна Крестителя, великомученика Пантелеимона, священномученика Ермолая, священномученика Харалампия, святого Иоанна Русского, великомученика Никиты и другие, в общей сложности 75 святых, не считая анонимных частиц мощей в крестах, употребляемых для водосвятия[2].

## Игумены
- Евфимий Афонский (X век)
- Неофит Афонский
- Варнава
- архимандрит Григорий (Зумис) (1980 — †22 октября 2018[3][4])
- иеромонах Амфилохий (с 4 декабря 2018)[5].

## Документальный фильм
В 2019 году вышел украинский документальный фильм «Где ты, Адам?» о монастыре и его обитателях.